# Lidia Kulikovski
Lidia Kulikovski est une bibliothécaire moldave née le 8 mars 1951.

## Biographie
Lidia Kulikoski est née le 8 mars 1951 à Nicoreni (en) dans le raion de Drochia.
En 1973, elle obtient un diplôme de bibliothécaire à l'université d'État de Moldavie. Elle travaille alors quelques années à Chișinău avant de rejoindre la bibliothèque de Cahul dont elle deviendra directrice. Après quelques années, elle regagne la capitale pour travailler au sein de la bibliothèque municipale B. P. Hasdeu (ro). En 1990, elle prend la direction de l'établissement. Elle occupera ce poste jusqu'en 2013.
Entre 2000 et 2004, elle est présidente de l'association des bibliothécaires de la république de Moldavie (ABRM),.
En 2002, elle fonde la revue bibliothéconomique bibliopolis, rattachée à la bibliothèque Hasdeu.
En 2021, elle reçoit l'ordre honorifique le plus élevé du pays, l'Ordre de la République, pour sa contribution au développement des bibliothèques de Moldavie.